# Anteon fidum
Anteon fidum (лат.) — вид мелких ос рода Anteon из семейства Dryinidae. Южная и Юго-Восточная Азия: Камбоджа, Китай, Непал, Тайвань.

## Описание
4-й протарзомер примерно в 1,5 раза длиннее чем 1-й членик лапок. Расстояние между задним краем латерального оцеллия и затылочным краем (OPL) более чем в 2 раза больше наибольшей ширины заднего оцеллия. Задняя поверхность проподеума с двумя полными продольными килями.
Крылья в своём основании имеют 3 замкнутые ячейки. Нижнечелюстные щупики состоят из 6, а нижнегубные — из 3 члеников (формула щупиков: 6,3). Предположительно эктопаразитотиды и хищники цикадок. У самок на передних лапках есть клешня для удерживания цикадок семейства Cicadellidae, в тот момент, когда они их временно парализуют и откладывают свои яйца. На коготке клешни имеется одна длинная щетинка.
Вид был впервые описан в 1991 году. Валидный статус был подтверждён в 2013 году в ходе обзора фауны Камбоджи итальянским гименоптерологом Массимо Ольми (Massimo Olmi; Tropical Entomology Research Center, Витербо, Италия) и корейскими энтомологами Chang-Jun Kim, Gang Won Choi, Jong-Wook Lee (Department of Life-Sciences, Yeungnam University, Кёнсан, Южная Корея), Seunghwan Lee (Department of Agricultural Biotechnology, Research Institute for Agriculture and Life Sciences, Сеульский национальный университет, Сеул) и Jongok Lim (Division of Forest Biodiversity, Korea National Arboretum, Пхочхон, Кёнгидо).